# Chaumot
Chaumot é uma comuna francesa na região administrativa de Borgonha-Franco-Condado, no departamento Nièvre. Estende-se por uma área de 7,73 km². Em 2010 a comuna tinha 162 habitantes (densidade: 21 hab./km²).